# Sébastien Hamel
Pour les articles homonymes, voir Hamel.
Sébastien Hamel, né le 20 novembre 1975 à Arpajon, est un footballeur français qui évoluait au poste de gardien de but. Il est actuellement entraîneur des gardiens à l'En avant Guingamp.

## Joueur
Il entame sa carrière à Champagne-au-Mont-d'Or, puis au Buers pour ensuite signer à l'AS Lyon-Duchère (9e arr. de Lyon), et enfin au Cascol (Oullins) avant de finir sa formation avec l'AS Monaco puis de partir pour Le Havre AC. C'est avec ce club qu'il fait ses grands débuts en Division 1 le 21 janvier 1998 contre les Girondins de Bordeaux et reste ensuite le numéro un. Il quitte ensuite le club et signe au RC Lens où il ne reste qu'une courte saison puis surtout au FC Lorient. Arrivé en tant que doublure de Stéphane Le Garrec, il termine la saison titulaire et remporte la Coupe de France. Il signe ensuite à l'AJ Auxerre en tant que doublure, remportant deux Coupes de France, une participation en Ligue des Champions, puis un Quart de Finale en UEFA. Après ces quatre années Auxerroises, il signe à l'Olympique de Marseille toujours en tant que doublure, puis enfin au Toulouse FC où il termine sa carrière à 34 ans.
Il intègre dès lors l'Équipe de France de beach soccer dans le cadre des éliminatoires à la Coupe du monde 2011.

## Entraîneur
Il débute dans le métier en tant qu'adjoint de Lionel Charbonnier au FC Bleid en Belgique, durant la saison 2012/2013. Mal géré depuis longtemps, le petit club est en proie à de graves difficultés sportives et financières. L'expérience tourne court et il quitte le club à l'issue de la saison. En juin 2013, il devient l'entraîneur des gardiens du club de Châteauroux. Après une saison, il part au Stade de Reims. En juillet 2022, il rejoint l'En avant Guingamp.

## Palmarès
Sébastien Hamel remporte la Coupe de France en 2002 avec le FC Lorient puis en 2003 et en 2005 avec l'AJ Auxerre. En 2007 il est finaliste malheureux de la compétition avec l'Olympique de Marseille face au FC Sochaux. 
Il est également vice-champion de France avec l'OM en 2007 et finaliste de la Coupe de la Ligue en 2002 avec le FC Lorient.